# Ланс Строл
Ланс Строл (енгл. Lance Stroll; Монтреал, 29. новембар 1998) канадски је возач Формуле 1, који тренутно вози за Астон Мартин. Освојио је титулу шампиона Италијанске формуле 4 2014. године, Тојота серије 2015 и Европске формуле 3 2016. године. Био је део Фераријеве академије у периоду од 2010 до 2015. Први подијум у формули 1, треће место, остварио је на Великој награди Азербејџана 2017, поставши тако други најмлађи возач који је неку трку завршио на подијуму и најмлађи који је то урадио у дебитантској сезони.
На Великој награди Турске 2020. остварио је прву пол позицију у каријери у формули 1.

## Каријера
Лансов отац Лоренс, канадски милијардер, пренео је Лансу своју страст и љубав према аутомобилима и тркама, па му је купио картинг и тиме започео његову тркачку каријеру.
Након неколико година картинга, где је освојио седам титула у различитим картинг категоријама, Ланс од 16. године прелази у трке једноседа и постаје члан Фераријеве возачке академије. Исте године освојио је наслов у италијанској Формули 4. возећи за Према Павертим. Следеће сезоне наступа у ФИА Формули 3 Европских Серија где је пласиран као пети, са једном победом, такође за Према Павертим. Исте године такмичи се и постаје првак у Тојота Тркачкој серији, а 2016. године првак у европској Формули 3. Након освајања титуле Строл је постао и развојни возач Вилијамс Ф1 тима.

### Формула 1
У Формули 1 дебитовао је Формула 1 - сезона 2017. за Вилијамс. Иако је тимски колега требало да му буде Финац Валтери Ботас, његов прелазак у Мерцедес након неочекиваног одласка Ника Розберга након освајања титуле Формула 1 — сезона 2016. године, подстакао је Бразилца Фелипеа Масу да се врати из пензије и буде ментор младом Канађанину. Након две године проведене у Вилијамсу Ланс Формула 1 — сезона 2019. године прелази у Рејсинг појнт, раније познат као Форс Индија, након што је његов отац откупио овај тим и спасао га од банкрота.

## Титуле
- Првенство Формуле 4 Италије 2014.
- Тојота Трке Серије Нови Зеланд 2015.
- ФИА Формула 3 Европско Првенство 2016.

## Табеларни приказ резултата
| Сезона | Тим           | Шасија | Мотор                     | 1   | 2   | 3   | 4   | 5   | 6   | 7   | 8   | 9   | 10  | 11  | 12   | 13  | 14  | 15  | 16  | 17  | 18  | 19  | 20  | 21  | 22  | Бодови | Вш   |
| ------ | ------------- | ------ | ------------------------- | --- | --- | --- | --- | --- | --- | --- | --- | --- | --- | --- | ---- | --- | --- | --- | --- | --- | --- | --- | --- | --- | --- | ------ | ---- |
| 2019   | Рејсинг појнт | RP19   | BWT Мерцедес M10 1.6 V6 t | АУС | БХР | КИН | АЗЕ | ШПА | МОН | КАН | ФРА | АУТ | ВБР | НЕМ | МАЂ  | БЕЛ | ИТА | СИН | РУС | ЈПН | МЕК | САД | БРА | АБУ |     | 21     | 15.  |
| 2019   | Рејсинг појнт | RP19   | BWT Мерцедес M10 1.6 V6 t | 9.  | 14. | 12. | 9.  | Оду | 16. | 9.  | 13. | 14. | 13. | 4.  | 17.  | 10. | 12. | 13. | 11. | 9.  | 12. | 13. | 19. | Оду |     | 21     | 15.  |
| 2020   | Рејсинг појнт | RP20   | BWT Мерцедес M11 1.6 V6 t | АУТ | ШТА | МАЂ | ВБР | СЕД | ШПА | БЕЛ | ИТА | ТОС | РУС | АЈФ | ПОР  | ЕМИ | ТУР | БАХ | САК | АБУ |     |     |     |     |     | 75     | 11.  |
| 2020   | Рејсинг појнт | RP20   | BWT Мерцедес M11 1.6 V6 t | Оду | 7.  | 4.  | 9.  | 6.  | 4.  | 9.  | 3.  | Оду | Оду |     | Оду  | 13. | 9.  | Оду | 3.  | 10. |     |     |     |     |     | 75     | 11.  |
| 2021   | Астон Мартин  | AMR21  | Мерцедес M12 1.6 V6 t     | БАХ | ЕМИ | ПОР | ШПА | МОН | АЗЕ | ФРА | ШТА | АУТ | ВБР | МАЂ | БЕЛ‡ | ХОЛ | ИТА | РУС | ТУР | САД | МЕК | БРА | КАТ | САУ | АБУ | 34     | 13.  |
| 2021   | Астон Мартин  | AMR21  | Мерцедес M12 1.6 V6 t     | 10. | 8.  | 14. | 11. | 8.  | Оду | 10. | 8.  | 13. | 8.  | Оду | 20.  | 12. | 7.  | 11. | 9.  | 12. | 14. | Оду | 6.  | 11. | 13. | 34     | 13.  |
| 2022   | Астон Мартин  | AMR22  | Мерцедес M13 1.6 V6 t     | БАХ | САУ | АУС | ЕМИ | МАЈ | ШПА | МОН | АЗЕ | КАН | ВБР | АУТ | ФРА  | МАЂ | БЕЛ | ХОЛ | ИТА | СИН | ЈАП | САД | МЕК | БРА | АБУ | 13*    | 15.* |
| 2022   | Астон Мартин  | AMR22  | Мерцедес M13 1.6 V6 t     | 12. | 13. | 12. | 10. | 10. | 15. | 14. | 16. | 10. | 11. | 13. | 10.  | 11. | 11. | 10. | Оду | 6.  |     |     |     |     |     | 13*    | 15.* |

* - Сезона у току.